# 神経経済学
神経経済学（しんけいけいざいがく、英: Neuroeconomics）とは、人間の意思決定、複数の選択肢を処理し行動計画を実行する能力を説明しようとする学際的分野である。
それは、経済行動が脳についての私たちの理解をどのように形成できるか、そして神経科学的発見が経済学のモデルをどのように導くことができるかを研究する。

## 解説
神経経済学は、神経科学、実験および行動経済学、認知および社会心理学からの研究を組み合わせている。意思決定行動の研究がますます計算的になるにつれて、理論生物学、計算機科学、数学からの新しいアプローチも取り入れるようになった。神経経済学は、単一の視点からのアプローチから生じる欠点を避けるために、これらの分野からのツールを組み合わせて意思決定を研究している。主流派経済学では、期待効用（EU）と合理的エージェントの概念がまだ使用されている。神経科学は、個人および社会の選好に感情、習慣、思い込み、ヒューリスティック、環境要因がどのように影響するかを推測することにより、この欠陥のある仮定への依存を減らす可能性がある。これにより、経済学者はモデルにおける人間行動をより正確に予測できるようになる。
行動経済学は、経済的意思決定を理解する際に社会的および認知的要因を統合することにより、これらの異常を説明するために最初に登場した小分野であった。神経経済学は、意思決定の根源を理解するために神経科学と心理学を使用することにより、別の層を追加する。これには、経済的意思決定を行う際に脳内で何が起こるかを研究することが含まれる。研究される経済的意思決定は、最初の家を購入する、選挙で投票する、パートナーと結婚することを選択する、ダイエットを始めるなど、多様な状況をカバーできる。さまざまな分野のツールを使用して、神経経済学は経済的意思決定の統合的説明に向けて取り組んでいる。

## 歴史
1989年、ポール・グリムチャーはニューヨーク大学の神経科学センターに参加した。神経経済学的トピックへの最初の試みは、一部には認知神経科学研究の普及率の上昇のおかげで、1990年代後半に発生した。脳イメージング技術の改善により、行動的および神経生物学的調査の間のクロスオーバーが突然可能になった。同時に、人間行動の優れた予測モデルを生み出そうとする新古典派経済学と行動経済学の学派の間で重要な緊張が高まっていた。特に行動経済学者は、非合理的選択の反証を検証する代替的な計算および心理プロセスを探すことにより、新古典派に挑戦しようとした。これらの収束する傾向は、親ディシプリンごとに異なる補完的な動機を持って、神経経済学の下位分野が出現する舞台を設定した。
行動経済学者と認知心理学者は、意思決定の代替理論を実験および開発するために機能的脳イメージングに目を向けた。一方、生理学者と神経科学者のグループは、選択に関連する神経ハードウェアのアルゴリズムモデルを開発するために経済学に目を向けた。この分割されたアプローチは、学術的追求としての神経経済学の形成を特徴付けた。しかし批判がないわけではなかった。多くの神経生物学者は、経済学の複雑なモデルを実際の人間や動物の行動に同期させようとすることは無意味だと主張した。新古典派経済学者も、この統合が既存の顕示選好理論の予測力を改善する可能性は低いと主張した。
初期の批判にもかかわらず、神経経済学は1990年代後半から2000年代にかけて急速に成長した。経済学、神経科学、心理学の父分野からより多くの学者が、そのような学際的コラボレーションの可能性に注目するようになった。神経経済学の学者と初期の研究者の間の会議は、2000年代初頭を通じて行われ始めた。その中で重要だったのは、2002年にプリンストン大学で行われた会議である。神経科学者のジョナサン・コーエンと経済学者のクリスティーナ・パクソンによって組織されたプリンストン会議は、この分野に大きな関心を集め、現在の神経経済学会の形成的始まりとしてしばしば評価されている。
その後の勢いは2000年代を通じて続き、この10年間で研究は着実に増加し、「意思決定」と「脳」という言葉を含む出版物の数は印象的に増加した。2008年に「Neuroeconomics: Decision Making and the Brain」の初版が出版されたことは重要な転機となった。これは、増大する研究の成果を広く利用可能な教科書に蓄積したことで、この分野の分水嶺となる瞬間を示した。この出版物の成功は神経経済学の知名度を大幅に高め、世界中の経済学の教えにおけるその地位を確立するのに役立った。

## 主要な研究領域
意思決定の分野は、主に個人が多くの選択肢の中から1つの選択を行うプロセスに関心がある。これらのプロセスは一般的に、決定自体が文脈から独立しているように論理的な方法で進むと想定されている。異なる選択肢は、最初に金銭的価値などの共通の通貨に変換され、互いに比較され、全体的な効用値が最も大きい選択肢が選択されるべきものとなる。この経済学的意思決定観を支持する結果もあるが、最適な意思決定の仮定が破られているように見える状況もある。
この論争から神経経済学の分野が生まれた。どの意思決定プロセスでどの脳領域が活性化しているかを特定することで、神経経済学者は、最適でなく非論理的に見える決定の性質をよりよく理解することを望んでいる。この研究のほとんどは人間を被験者としているが、より厳密に統制され、経済モデルの仮定を直接テストできる動物モデルを使用している研究者もいる。
例えば、パドア-スキオッパとアサドは、サルが2種類のジュースを選択している間、サルの眼窩前頭皮質の個々のニューロンの発火率を追跡した。ニューロンの発火率は食品の効用と直接相関しており、他の種類の食品が提供されても変わらなかった。これは、意思決定の経済理論に従って、ニューロンが異なる選択肢の効用のある形を直接比較し、最も高い価値のものを選択していることを示唆している。同様に、前頭前皮質機能不全の一般的な尺度であるFrSBeは、経済的態度や行動のさまざまな尺度と相関しており、脳の活性化が意思決定プロセスの重要な側面を示すことができるという考えを支持している。
神経経済学は、意思決定の神経生物学的基盤と計算論的基盤を研究している。A. ランゲル、C.カメララー、P. R. モンタギューは、神経経済学研究に適用できる基本的計算のフレームワークを提案している。それは、被験者によって実装される意思決定のプロセスを5つの段階に分けている。第一に、問題の表現が形成される。これには、内部状態、外部状態、および潜在的な行動方針の分析が含まれる。第二に、潜在的な行動に価値が割り当てられる。第三に、評価に基づいて、行動の1つが選択される。第四に、被験者は結果の望ましさを評価する。最後の段階である学習には、将来の意思決定を改善するためのすべての上記のプロセスの更新が含まれる。

### リスクと曖昧性の下での意思決定
私たちの意思決定のほとんどは、ある種の不確実性の下で行われる。心理学や経済学などの意思決定科学では、通常、リスクを、各確率が既知の場合のいくつかの可能な結果に関する不確実性として定義している。確率が不明な場合、不確実性は曖昧性の形をとる。1738年にダニエル・ベルヌーイによって最初に提案された効用最大化は、リスクの下での意思決定を説明するために使用される。この理論は、人間は合理的であり、各選択肢から得られる期待効用に基づいて選択肢を評価すると仮定している。
研究と経験は、期待効用の異常や効用最大化の原則と一致しない一般的な行動パターンを広範に明らかにした。例えば、小さな確率を過大評価し、大きな確率を過小評価する傾向がある。ダニエル・カーネマンとエイモス・トベルスキーは、これらの観察を包括し、代替モデルを提供するためにプロスペクト理論を提案した。
不確実性の状況に対処する際に関与する複数の脳領域があるようだ。結果にある程度の不確実性がある状況で予測を行うタスクでは、前頭葉中心皮質のBA8領域の活動が増加する。また、中心前頭前皮質と前頭頭頂皮質の活動の一般的な増加も見られる。前頭前皮質は、すべての推論と理解に一般的に関与しているため、これらの特定の領域は、関連するすべての情報が利用できない場合に最良の行動方針を決定することに特に関与している可能性がある。
1994年に開発されたアイオワ・ギャンブリング・タスクでは、2つのデッキがより危険で、高額の報酬と同時にはるかに大きなペナルティを含む4つのデッキからカードを選ぶことが含まれていた。ほとんどの個人は、数ラウンドのカード選択後、損失が小さいため、長期的には危険性の低いデッキの方が高い利益があることに気づくが、腹内側前頭前皮質に損傷のある個人は危険性の高いデッキから選び続ける。これらの結果は、脳の腹内側前頭前皮質が危険な行動の長期的な結果の認識と強く関連していることを示唆している。この領域に損傷のある患者は、即時の利得の可能性よりも将来を優先する意思決定に苦労していた。
リスクを伴う状況では、曖昧さよりも、島皮質が非常に活発になるようだ。例えば、被験者が「オールオアナッシング」ゲームをプレイした際、ゲームを中止して累積賞金を維持するか、完全な損失または賞金の倍増のいずれかになるリスクの高い選択肢を選ぶことができた。個人が賭けをした場合、右島の活性化が増加した。リスクを伴う意思決定における島皮質の主な役割は、賭けをすることの潜在的な悪影響をシミュレートすることだと考えられている。神経科学は、不快なことや痛みを考えたり経験したりするときに島が活性化することを発見した。
意思決定プロセスにおける特定の脳領域の重要性に加えて、神経伝達物質のドーパミンが大脳皮質全体に不確実性に関する情報を伝達している証拠もある。ドーパミン作動性ニューロンは報酬プロセスに強く関与しており、予期せぬ報酬が発生した後に非常に活発になる。サルでは、ドーパミン作動性の活動レベルは不確実性のレベルと非常に相関しており、不確実性が高まるにつれて活動が増加する。さらに、脳のドーパミン報酬経路の重要な部分である側坐核に損傷を受けたラットは、正常なラットよりもはるかにリスク回避的である。これは、ドーパミンが危険な行動の重要な媒介物質である可能性を示唆している。
人間のリスク回避の個人レベルは、テストステロン濃度の影響を受ける。リスクの高い職業（金融取引、ビジネス）の選択とテストステロン曝露との間に相関関係があることを示す研究がある。さらに、低い指の比率を持つトレーダーの日々の業績は、循環するテストステロンに対してより敏感である。MBAの学生の代表的なグループを対象に、リスク回避とリスクの高い職業選択に関する長期研究が行われた。それによると、女性は平均してよりリスク回避的だが、低い組織的および活性化テストステロン曝露によりリスク回避的行動につながる場合、性差は消失することが明らかになった。性別に関係なく、唾液中テストステロン濃度が高く、指の比率が低い学生は、金融（トレーディングや投資銀行など）のリスクの高い職業を選択する傾向がある。

#### 直列で機能的に局在化されたモデル vs 分散型の階層的モデル
2017年3月、ローレンス・T・ハントとベンジャミン・Y・ヘイデンは、どのようにオプションを評価し最良の行動方針を選択するかを説明する機械論的モデルの代替的な観点を主張した。報酬ベースの選択に関する多くの説明は、直列で機能的に局在化された別個のコンポーネントプロセスを主張している。コンポーネントプロセスには通常、オプションの評価、他の要因がない場合のオプション値の比較、適切な行動計画の選択、選択の結果の監視が含まれる。彼らは、再帰ニューラルネットワークにおける相互抑制や、大脳皮質全体での情報処理の時間スケールの階層的組織化など、神経解剖学のいくつかの特徴が選択の実装をサポートする可能性があることを強調した。

### 損失回避性
人間の意思決定の1つの側面は、潜在的な損失に対する強い嫌悪感である。損失回避では、損失の知覚コストは同等の利得よりも強く経験される。例えば、100ドルを獲得するか100ドルを失うかの確率が50/50で、損失が発生した場合、付随する反応は200ドルを失ったかのようになる。つまり、100ドルを失うことと100ドルを獲得する可能性の両方の合計である。これは、ダニエル・カーネマンとエイモス・トベルスキーによってプロスペクト理論で最初に発見された。

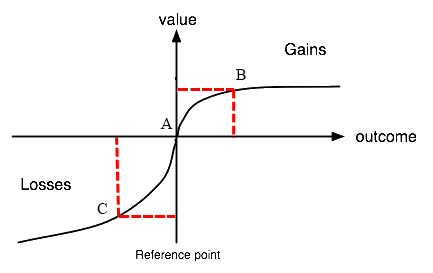
ダニエル・カーネマンとエイモス・トベルスキーによるプロスペクト理論モデルは、利得よりも損失の方が強く感じられることを示している。

損失回避を理解する上での主な論争点の1つは、この現象が脳に現れるかどうか、おそらく損失に対する注意と覚醒の増加として現れるかどうかである。もう1つの研究領域は、損失回避が大脳辺縁系などの大脳皮質下に見られ、それにより感情的覚醒を伴うかどうかである。
損失回避研究の基本的な論争点は、損失が実際に同等の利得よりも否定的に経験されるのか、それとも単により痛みを伴うと予測されるだけで実際には同等に経験されるのかということである。神経経済学研究は、損失と利得の両方に対する異なる生理学的変化を測定することにより、これらの仮説を区別しようとしてきた。研究によると、皮膚コンダクタンス、瞳孔散大、心拍数のすべてが、同等の利得よりも金銭的損失に対して高くなることがわかっている。これら3つの指標はすべてストレス反応に関与しているため、特定の金額のお金を失うことは、同じ金額を獲得することよりも強く経験されると主張できるかもしれない。一方、これらの研究の一部では、損失回避の生理学的信号はなかった。これは、損失の経験が単に注意（損失注意と呼ばれるもの）にすぎないことを示唆している可能性がある。このような注意の向き反応も自律神経系の信号の増加につながる。
脳研究では当初、利得と比較して損失の後に内側前頭前野と前部帯状皮質の急速な反応が増加することが示唆されており、これは損失回避の神経シグネチャとして解釈された。しかし、その後のレビューでは、このパラダイムでは個人は実際には行動的損失回避を示さないことが指摘され、これらの知見の解釈に疑問が投げかけられた。 fMRI研究に関して、ある研究では損失回避に対する反応として負の感情反応に関連する領域の活性化の増加の証拠は見つからなかったが、別の研究では扁桃体に損傷のある個人は、一般的なリスク回避のレベルは正常であったにもかかわらず、損失回避の欠如があったことから、この行動は潜在的な損失に特異的であることが示唆された。これらの相反する研究は、損失に対する脳の反応が損失回避によるものなのか、それとも単に損失の警告または方向づけの側面によるものなのかを判断するためには、さらなる研究が必要であることを示唆している。また、潜在的な損失に特異的に反応する脳の領域があるかどうかを調べる必要がある。

### 時間選好
リスク選好に加えて、経済学のもう1つの中心的な概念は、時間的選好である。これは、時間的に分散したコストと便益を伴う意思決定である。時間選好の研究は、人間が異なる時点で発生するイベントに割り当てる期待効用を研究する。それを説明する経済学の主要なモデルは割引効用（DU）である。DUは、人間は一貫した時間選好を持ち、いつ発生するかに関係なくイベントに価値を割り当てると仮定している。リスクを伴う意思決定を説明する際のEUと同様に、DUは時間選好を説明するには不十分である。
例えば、DUは、今日のキャンディーバー1本を明日の2本より価値があると考える人は、100日後に受け取る1本のバーも101日後に受け取る2本のバーより価値があると考えるはずだと仮定している。人間と動物の両方で、この最後の部分に反する強力な証拠があり、双曲割引が代替モデルとして提案されている。このモデルでは、短い遅延期間では評価が非常に急速に下がるが、長い遅延期間では評価がゆっくりと下がる。これは、今日のキャンディーバー1本を明日の2本より選ぶほとんどの人が、実際には、DUが想定するように100日後に受け取る1本のバーではなく、101日後に受け取る2本のバーを選ぶことをよりよく説明している。
時間選好における神経経済学研究は、主に、将来の割引や、より大きな後の報酬ではなくより小さな即時の報酬を衝動的に選択するなどの観察された行動を仲介するものを理解することを目的としている。即時の報酬と遅延報酬の間で選択するプロセスは、2つの脳領域の相互作用によって仲介されているようだ。一次報酬（フルーツジュース）と二次報酬（お金）の両方を含む選択では、即時の報酬を選択する際に大脳辺縁系が高度に活性化し、一方で外側前頭前皮質はどちらの選択をする際にも同等に活性化した。さらに、大脳辺縁系と皮質の活動の比は、報酬までの時間の関数として減少した。これは、ドーパミン報酬経路の一部を形成する大脳辺縁系が衝動的な意思決定に最も関与しており、皮質は時間選好の意思決定プロセスのより一般的な側面に責任があることを示唆している。
セロトニンという神経伝達物質は、将来の割引を調節する上で重要な役割を果たしているようだ。ラットでは、セロトニンのレベルを下げると将来の割引が増加する一方で、不確実性下での意思決定には影響しない。したがって、ドーパミン系は確率的不確実性に関与しているが、遅延報酬には潜在的に不確実な将来が伴うため、セロトニンは時間的不確実性に関与している可能性がある。神経伝達物質に加えて、時間選好は脳内のホルモンによっても調節される。ヒトでは、ストレスに応答して視床下部から放出されるコルチゾールの減少が、時間選好タスクにおける衝動性の高さと相関している。薬物中毒者は一般集団よりもコルチゾールのレベルが低い傾向があり、これは彼らが薬物摂取の将来の悪影響を割り引いて、即時の正の報酬を選択するように見える理由を説明しているのかもしれない。

### 社会的意思決定
意思決定に関するほとんどの研究は、社会的文脈の外で選択を行う個人に焦点を当てる傾向があるが、社会的相互作用を伴う決定を考慮することも重要である。意思決定理論家が研究する行動のタイプは、利他主義、協力、処罰、報復など多岐にわたる。社会的意思決定で最も頻繁に利用されるタスクの1つは、囚人のジレンマである。
この状況では、特定の選択に対する報酬は、個人の決定だけでなく、ゲームをプレイしている別の個人の決定にも依存する。個人は、パートナーと協力するか、パートナーに背くかを選択できる。典型的なゲームの過程で、個人は背信した方が全体的な支払いが高くなるにもかかわらず、相互協力を好む傾向がある。このことから、個人は金銭的利得だけでなく、社会的状況で協力することから得られる何らかの報酬にも動機付けられていることが示唆される。
この考えは、個人が他者と協力する際に腹側線条体が高度に活性化することを示す神経イメージング研究によって裏付けられているが、人々がコンピュータと同じ囚人のジレンマをプレイする場合はそうではない。腹側線条体は報酬経路の一部であるため、この研究は、社会的状況で協力する際に特異的に活性化される報酬系の領域が存在する可能性を示唆している。この考えをさらに裏付けるのは、線条体と腹側被蓋野の活性化が、お金を受け取る場合と慈善団体にお金を寄付する場合で同様のパターンを示すことを実証した研究である。どちらの場合も、金額が増えるにつれて活性化のレベルが上昇し、お金を与えることも受け取ることも神経報酬につながることを示唆している。
囚人のジレンマのような社会的相互作用の重要な側面は、信頼である。ある個人が他の個人と協力する可能性は、第一の個人が第二の個人を協力すると信頼する程度に直接関係している。もし相手が裏切ると予想されるなら、協力する理由はない。信頼行動は、多くの種で母性行動とつがいの絆に関与するホルモンであるオキシトシンの存在と関係している可能性がある。ヒトでオキシトシンのレベルを上げると、全体的なリスク負担のレベルは影響を受けなかったが、対照群よりも他の個人を信頼するようになった。このことから、オキシトシンはリスク負担の社会的側面に特異的に関与していることが示唆される。しかし、この研究は最近疑問視されている。
神経経済学研究のもう1つの重要なパラダイムは最後通牒ゲームである。このゲームでは、プレイヤー1は一定の金額を受け取り、そのうちどれだけをプレイヤー2に提示するか決定する。プレイヤー2は提案を受け入れるか拒否するかのどちらかである。受け入れた場合、両プレイヤーはプレイヤー1が提案した金額を得る。拒否した場合、誰も何も得られない。プレイヤー2の合理的な戦略は、ゼロよりも価値があるため、どんな提案でも受け入れることになる。しかし、人々は不公平だと考える提案を拒否することが多いことが示されている。神経イメージング研究では、最後通牒ゲームにおける不公平に反応して活性化するいくつかの脳領域が示された。それらには、両側中前島皮質、前帯状皮質（ACC）、内側補足運動野（SMA）、小脳、右背外側前頭前野（DLPFC）が含まれる。低周波反復経頭蓋磁気刺激法によるDLPFCの刺激は、最後通牒ゲームにおいて不公平な提案を受け入れる可能性を高めることが示されている。
神経経済学の分野のもう1つの問題は、社会的意思決定における評判獲得の役割である。社会的交換理論は、向社会的行動は社会的報酬を最大化し、社会的コストを最小化しようとする意図から生じると主張している。この場合、他者からの承認は重要な正の強化子、つまり報酬と見なされる可能性がある。神経イメージング研究は、この考えを支持する証拠を提供している。社会的報酬の処理は、金銭的報酬の処理中にこれらの領域が活性化されるのと同じ方法で、特に左被殻と左尾状核で線条体を活性化することが示された。これらの知見はまた、異なるタイプの報酬を処理するための共通の神経基盤の存在を想定する、いわゆる「共通の神経通貨」の考えを支持している。

### 性的意思決定
性的パートナーの選択に関しては、ヒトと非ヒト霊長類で研究が行われている。特に、チェイニーとセイファース 1990、ディーナーら 2005、ヘイデンら 2007は、社会的に高い地位にある個体（身体的に魅力的な個体を含む）へのアクセスと引き換えに、より少ない物質的な財やより高い価格を受け入れる持続的な意欲を示唆している。一方、低い地位の個体と関わるよう求められると、ますます高い報酬が要求される。
コーデリア・ファインは、ジェンダー化された心と性的意思決定に関する研究で最も良く知られている。彼女の著書『テストステロン・レックス』では、脳における性差を批判し、私たちの脳によって解釈・分析されるパートナーを見つけることの経済的コストと利益について詳しく述べている。彼女は神経経済学の興味深いサブトピックを示している。
このような選好の神経生物学的基盤には、外側頭頂間皮質（LIP）のニューロンが含まれる。これは、眼球運動に関連しており、二者択一強制選択の状況で機能する。

## 方法論
行動経済学の実験では、さまざまな設計パラメータに対する被験者の決定を記録し、そのデータを使用してパフォーマンスを予測する正式なモデルを生成する。神経経済学は、説明変数のセットに神経系の状態を追加することでこのアプローチを拡張する。神経経済学の目的は、意思決定の説明を助け、予測をテストするために利用可能なデータセットを充実させることである。
さらに、神経経済学研究は、伝統的な経済モデルに適合しない人間行動の側面を理解し説明するために使用されている。これらの行動パターンは、経済学者によって「誤りがち」または「非論理的」として一般に却下されるが、神経経済学研究者は、これらの行動の生物学的理由を決定しようとしている。このアプローチを使用することにより、研究者は人々が最適でない行動をとることが多い理由の説明を見つけることができるかもしれない。リチャード・セイラーは、彼の著書『Misbehaving』で主要な例を提供している。食事の前に前菜が出され、ゲストがうっかりそれを食べ過ぎてしまうシナリオを詳述している。ほとんどの人は、誘惑を止めるために前菜を完全に隠す必要があるが、合理的なエージェントは単に止まって食事を待つだけである。誘惑は、研究の難しさから無視されてきた多くの非合理性の1つにすぎない。

### 神経生物学的研究技術
経済行動の生物学的基盤を理解するために利用できるいくつかの異なる技術がある。神経イメージングは、特定のタスク中に脳のどの領域が最も活発であるかを判断するために人間の被験者で使用される。fMRIやPETなどの技術の一部は、タスクに関与する特定の構造に関する情報を提供できる脳の詳細な画像を得るのに最適である。ERP（事象関連電位）や脳の振動活動などの他の技術は、より一般的な脳領域内のイベントの時間経過の詳細な知識を得るために使用される。脳の特定の領域が経済的意思決定の一種に関与していると疑われる場合、研究者は経頭蓋磁気刺激法（TMS）を使用して一時的にその領域を破壊し、脳が正常に機能することを許可された場合と結果を比較する可能性がある。最近では、報酬ベースの意思決定における個人差を決定する上で、脳領域間の白質結合性などの脳構造が果たす役割に関心が寄せられている。
神経科学は常に脳を直接観察することを含むわけではない。脳活動は、皮膚コンダクタンス、心拍数、ホルモン、瞳孔散大、筋電図として知られる筋収縮、特に意思決定に関連する感情を推測するための顔の筋電図などの生理学的測定によっても解釈できる。

### 依存症の神経経済学
脳の領域を研究することに加えて、一部の研究は、行動に関連する異なる脳内化学物質の機能を理解することを目的としている。これは、既存の化学物質レベルを異なる行動パターンと関連付けるか、脳内の化学物質の量を変化させ、結果として生じる行動の変化に注意を払うことによって行うことができる。例えば、神経伝達物質セロトニンは、時間選好を伴う意思決定に関与しているようだ一方、ドーパミンは個人が不確実性を伴う判断を下すときに利用される。さらに、オキシトシンのレベルを人工的に上昇させると、ヒトの信頼行動が増加する一方、コルチゾールのレベルが低い個人は衝動的になる傾向があり、将来の割引をより多く示す。
神経学的に正常な個人の意思決定タスクにおける行動を研究することに加えて、一部の研究では、その行動を意思決定に関与すると予想される脳の領域に損傷のある個人と比較している。ヒトでは、これは特定のタイプの神経障害のある個人を見つけることを意味する。これらの症例研究では、扁桃体の損傷などがあり、対照と比較して損失回避の減少につながる可能性がある。また、前頭前皮質機能不全を測定する調査の得点は、リスク選好などの一般的な経済的態度と相関している。
以前の研究では、統合失調症、自閉症、うつ病などの精神疾患患者の行動パターンを調査し、その病態生理の洞察を得ている。動物研究では、高度に制御された実験により、経済行動に対する脳領域の重要性に関するより具体的な情報を得ることができる。これには、脳全体の領域を損傷し、結果として生じる行動の変化を測定するか、電極を使用して特定の刺激に応答した個々のニューロンの発火を測定することが含まれる。

## 著名な理論家

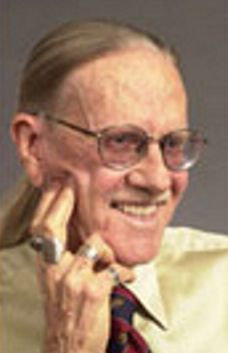
バーノン・L・スミス
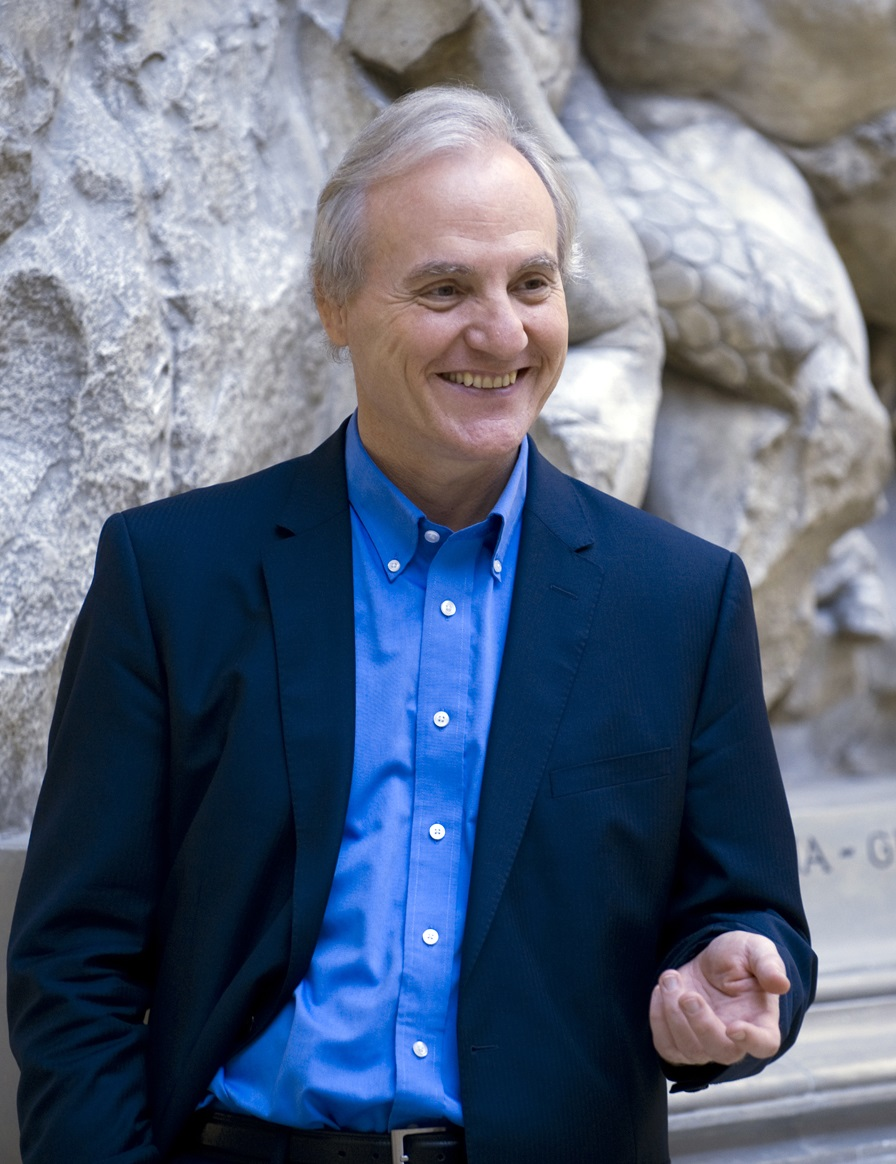
エルンスト・フェア（英語版）
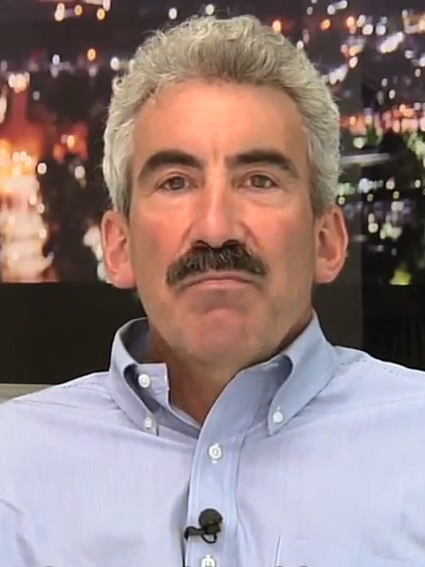
ジョージ・ローウェンスタイン（英語版）
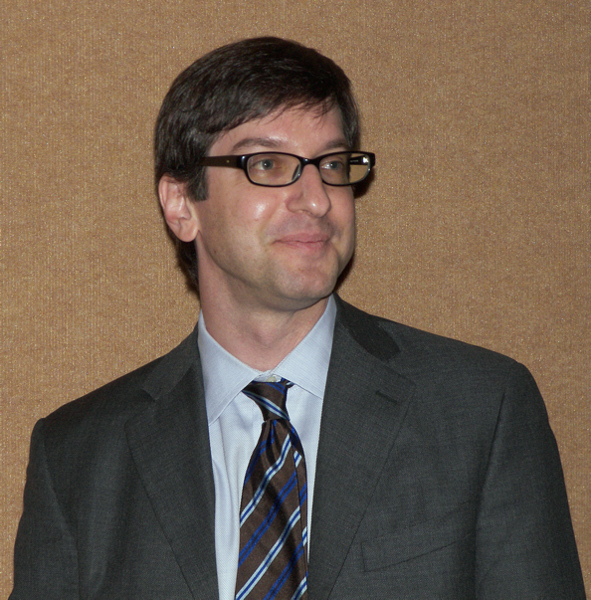
デビッド・ライブソン（英語版）

## 実験
上記の方法論で説明したように、典型的な行動経済学の実験では、被験者は一連の経済的意思決定を行うよう求められる。例えば、被験者は45セントを好むか、1ドルを獲得する確率が50％のギャンブルを好むかを尋ねられる可能性がある。多くの実験では、参加者が一回限りまたは繰り返しの意思決定を行うゲームを完了し、心理的反応と反応時間が測定される。例えば、「今日10ドル、それとも1年後に50ドルのどちらを選びますか？」などの質問をして、将来の割引として知られる将来との関係をテストするのが一般的である。実験者は、被験者が意思決定を行う際に脳内で何が起こっているかを判断するために、さまざまな変数を測定する。 一部の著者は、神経経済学が報酬を伴う実験だけでなく、中毒や妄想を伴う一般的な精神疾患を説明するのにも有用である可能性を示している。

## 批判
神経経済学の始まりから、そしてその急速な学問的上昇を通じて、この分野の妥当性と有用性に対する批判が声高に叫ばれてきた。グレン・W・ハリスとエマニュエル・ドンチンはどちらも新興の分野を批判しており、前者は2008年に論文「神経経済学：批判的再考」で懸念を発表した。 ハリスは、神経科学による経済モデリングへの洞察の多くは「学問的なマーケティングの誇大広告」であり、この分野の真の実体はまだ現れておらず、真剣に再考する必要があると要約している。また、方法論的には、神経経済学の研究の多くは、サンプルサイズが小さく、適用範囲が限られていることから、欠陥があると述べている。
2016年にアルカディ・コノヴァロフによって発表された神経経済学の学習に関するレビューでは、この分野は実験的な欠点に悩まされているという見解を共有していた。その中で最も重要なのは、「価値」などの特定の心理的構成と特定の脳領域との間に類似した関連性が欠如していることである。このレビューでは、初期の神経経済学的fMRI研究では、特定の脳領域が意思決定プロセスの1つの機能に単独で責任を負うと想定されていたが、その後、複数の異なる機能で募集されていることが示されたと述べている。したがって、逆推論の実践はあまり使用されておらず、分野を傷つけている。その代わりに、FMRIは単独の方法論であってはならず、むしろ自己報告と行動データを収集して接続する必要がある。消費者神経科学における機能的神経イメージングの使用の妥当性は、研究を慎重に設計し、メタ分析を実施し、心理測定データと行動データを神経イメージングのデータと接続することで改善できる。
テルアビブ大学の経済学者アリエル・ルービンシュタインは、神経経済学研究について次のように述べた。「標準的な実験は、選択手順に関する情報をほとんど提供しない。なぜなら、いくつかの選択観察から選択関数全体に外挿するのは難しいからである。人間の選択手順についてもっと知りたい場合は、他のどこかを見る必要がある」。これらのコメントは、反応時間、アイトラッキング、意思決定中に人々が生成する神経信号などの非選択データの使用は、あらゆる経済分析から除外されるべきであるという、神経経済学的アプローチに対する伝統的な経済学者の顕著で一貫した議論を反映している。
他の批判には、神経経済学は「自分自身を過大評価する分野である」、あるいは神経経済学研究は「伝統的な経済モデルを誤解し、過小評価している」というものもある。

## 応用
現在、神経経済学の実際の応用と予測は、新興分野が成長し続けるにつれて、まだ未知または未発達である。研究の蓄積とその結果が、これまでのところ、経済政策立案者に関連する提言をほとんど生み出していないという批判もある。しかし、意思決定における脳の仕組みに対する理解を深める可能性が、将来大きな影響を与える可能性があると主張する神経経済学者も多い。
特に、個人の選好の特定の神経学的マーカーの発見は、よく知られた経済モデルやパラダイムに重要な意味を持つ可能性がある。その一例として、計算能力の向上（灰白質量の増加と関連している可能性が高い）が、宝くじタスクにおける確率と報酬の主観的表現を支配する制約を緩めることによって、リスク許容度を高める可能性があるという発見がある。
経済学者は、市場レベルの意味を持つグループの集合的行動の説明を支援するために、神経経済学にも注目している。例えば、多くの研究者は、神経生物学的データを使用して、個人またはグループが経済的に問題のある行動を示す可能性が高い時期を検出できると期待している。これは、市場の泡の概念に適用できるかもしれない。これらの出来事は現代社会で大きな影響を及ぼしており、規制当局はその形成と予測/防止の欠如に関する大きな洞察を得ることができる。
神経経済学の研究は、中毒に関する学術的調査とも密接な関係を持っている。研究者は、2010年の出版物「Advances in the Neuroscience of Addiction: 2nd Edition」の中で、神経経済学的アプローチが「中毒行動の理解における進歩のために重要となる可能性が高い強力な新しい概念的方法」として機能すると認めた。
ドイツの神経科学者タニア・シンガーは、2015年の世界経済フォーラムで、共感の訓練に関する彼女の研究について語った。経済学と神経科学は大きく分かれているが、彼女の研究はそれらがどのように融合できるかの一例である。彼女の研究では、3ヶ月の共感訓練後、向社会的行動に対する選好の変化が明らかになった。また、精神訓練の結果として新しい神経接続が形成されたことを示す脳の灰白質の構造的変化も示した。彼女は、経済学者が消費以外の予測因子を利用すれば、より多様な経済行動をモデル化し、予測できることを示した。また、思いやりの感情が喚起されたときに向社会的行動などの肯定的な行動成果につながる文脈を予測的に作り出すことができるため、神経経済学が政策立案を大幅に改善できると主張した。彼女の研究は、神経経済学が私たちの個人の心理、社会的規範、政治的風景全体に与える可能性のある影響を示している。
ニューロマーケティングは、神経経済学と密接に関連する別の応用分野の例である。より広範な神経経済学は意思決定の基本的なメカニズムを研究するため、より学術的な目的を持っているが、ニューロマーケティングは市場調査のために神経イメージング・ツールを使用する応用サブ分野である。脳イメージング技術（fMRI）から得られた洞察は、通常、特定のマーケティング刺激に対する脳の反応を分析するために使用される。
もう1人の神経科学者であるエミリー・フォークは、行動変容を引き起こすことを目的としたマーケティングに対する脳の反応を研究することで、神経経済学とニューロマーケティングの分野に貢献した。具体的には、彼女の禁煙広告に関する論文は、説得力があると私たちが信じている広告と、脳が最も肯定的に反応する広告との間の不一致を強調した。専門家と試験対象者が最も効果的な禁煙キャンペーンであると同意した広告は、実際には喫煙者にほとんど行動変容を引き起こさなかった。一方、専門家と視聴者が効果的である可能性が最も低いとランク付けしたキャンペーンは、内側前頭前皮質で最も強い神経反応を生成し、最も多くの人が禁煙を決意するという結果になった。これは、行動変容につながる動機付けに関しては、私たちの脳が私たち自身よりもよく知っている可能性があることを明らかにした。また、より全体論的なモデルと正確な予測を生成するために、神経科学を主流の経済学と行動経済学に統合することの重要性を強調している。この研究は、より健康的な食事、より多くの運動を促進したり、環境に利益をもたらし気候変動を減らす行動変容を人々に奨励したりすることに影響を与える可能性がある。